# Johannes Theodoor Henrard
Johannes (o Jan) Theodoor Henrard ( 1881 -1974 ) fue un botánico agrostólogo y micólogo holandés.
- La abreviatura «Henrard» se emplea para indicar a Johannes Theodoor Henrard como autoridad en la descripción y clasificación científica de los vegetales.[1]

Tuvo una producción pródiga con 923 registros IPNI de sus identificaciones y clasificaciones de nuevas especies, con el 80 % de la familia de Poaceae.

## Honores

### Eponimia
Género
- (Poaceae) Henrardia C.E.Hubb. 1946[2]

Especies
- (Poaceae) Acrachne henrardiana (Bor) S.M.Phillips[3]

- (Poaceae) Dactyloctenium henrardianum Bor[4]

- (Poaceae) Nicoraella henrardiana (Parodi) Torres[5]

- (Poaceae) Urelytrum henrardii Chippind.[6]

- (Polygonaceae) Rumex henrardii Danser[7]